# Isagoras
Sauf précision contraire, les dates de cet article sont sous-entendues « avant l'ère commune » (AEC), c'est-à-dire « avant Jésus-Christ ».
Isagoras (Ἰσαγόρας), fils de Teisandros, était un aristocrate athénien du VIe siècle av. J.-C.
Isagoras vit à Athènes pendant la tyrannie d'Hippias. Il prend le pouvoir après la fuite de ce dernier. Rival politique de Clisthène, un autre aristocrate athénien, il est élu archonte en 508, et s'empresse d'expulser sept cents familles : durant cette période de guerre civile, le bannissement frappait collectivement et en masse les grandes familles comme les Alcméonides. 
Lorsque Clisthène, avec l'appui de la population d'Athènes, est rappelé d'exil, Isagoras demande alors le soutien du roi de Sparte Cléomène Ier ; selon Hérodote, Cléomène aurait d'ailleurs été l'amant de la femme d'Isagoras. 
Isagoras exile à nouveau Clisthène et les membres de la famille des Alcméonides. Mais les Athéniens qui soutiennent en majorité Clisthène obligent Isagoras et Cléomène Ier à deux jours de retraite sur l'Acropole. Le troisième jour, une trêve permet à Isagoras et Cléomène Ier de sortir de la cité, mais les Athéniens exécutent plus de 300 de leurs soutiens. Clisthène peut alors revenir à Athènes pour être élu archonte.